# João Silveira Forjaz de Lacerda e Carvalho
 João Silveira Forjaz de Lacerda e Carvalho  (Ilha de São Jorge, Açores), foi um jornalista e professor português exerceu o cargo de professor primário e foi redactor do jornal "O Respigador".